# Xã Alba, Quận Jackson, Minnesota
Xã Alba (tiếng Anh: Alba Township) là một xã thuộc quận Jackson, tiểu bang Minnesota, Hoa Kỳ. Năm 2010, dân số của xã này là 170 người.

## Lịch sử
Xã Alba được thiết lập vào năm 1872, tên của xã bắt nguồn từ tiếng Latinh có nghĩa là "trắng".